# Altstadt Spandau

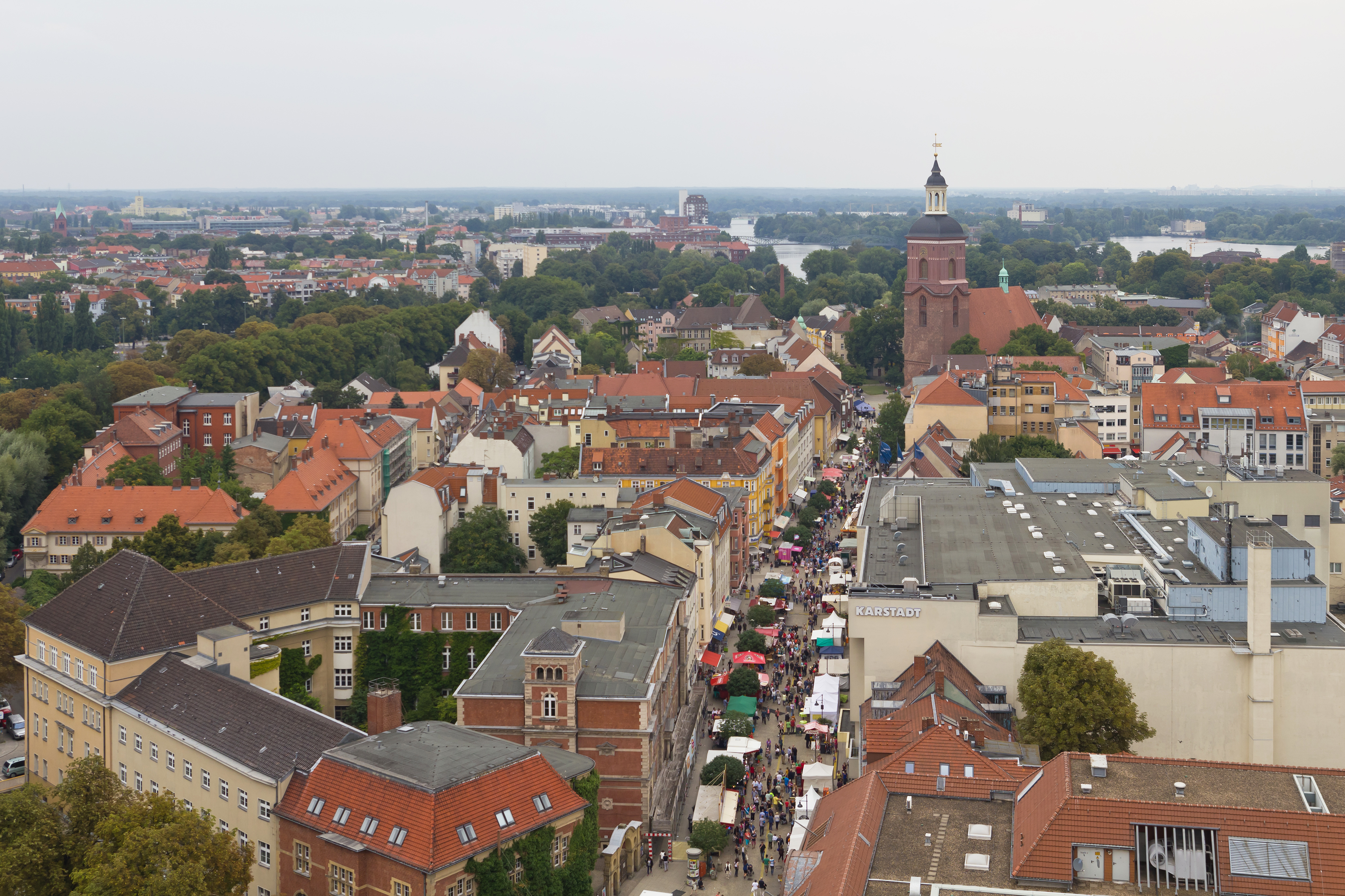
Aussicht vom Rathausturm

Die Altstadt Spandau auf der sogenannten Altstadtinsel in Berlin entwickelte sich ab 1232, als Spandau zum ersten Mal als Stadt erwähnt wurde und avancierte zum wirtschaftlich und militärisch rückwärtigen Stützpunkt für die Verteidigung der im Zuge der Unterwerfung der Slawen durch die Askanier nach Osten verschobenen Landesgrenze. Die zweite bedeutende Ansiedlung, die in dieser Zeit entstand, war die Burg auf der heute zum Ortsteil Haselhorst gehörenden Zitadelleninsel.

## Stadtentwicklung
Im 19. Jahrhundert wurde Spandau zu einer der stärksten Festungen Preußens ausgebaut. Der ab dem 17. Jahrhundert bestehende Festungszwang, der erst 1903 endgültig aufgehoben wurde, hatte äußerst negative Folgen für die Stadtentwicklung. Zum einen waren dadurch die Ausdehnungsmöglichkeiten auf ein Minimum reduziert, zum anderen wirkte sich die Gewerbesteuerbefreiung der zum Militärfiskus gehörenden Heereswerkstätten negativ auf die Finanzen der Stadt aus. Hinzu kam, dass die Konjunktur im Rüstungssektor sehr stark von der militärischen Entwicklung sowie der allgemeinen politischen Lage abhing, mit entsprechend starken Schwankungen bezüglich des Arbeitskräfte- und des Wohnraumbedarfs. Erst nach der Aufhebung des Festungsstatus wurde Spandau mit seiner verkehrsgünstigen Lage als Standort auch für die Privatindustrie attraktiv.
Mit der erneut etablierten Rüstungsindustrie war Spandau Ende 1944 und Anfang 1945 Ziel schwerer Luftangriffe der Alliierten, die vor allem die Altstadt stark zerstörten. Auch wegen der radikalen Sanierung in den 1950er Jahren und des U-Bahn-Baus in den 1980er Jahren blieb von der alten Bausubstanz wenig erhalten. Gleichwohl vermittelt der weitgehend erhaltene überkommene Stadtgrundriss noch immer einen kleinstädtischen Eindruck. Zugleich trennen Havel und breite Verkehrsschneisen die Altstadt deutlich von den umgebenden Ortsteilen ab. Die 1978 eingeleitete Umgestaltung der Altstadt zu einer Fußgängerzone wurde 1989 nach mehr als zehn Jahren abgeschlossen. Hauptgeschäftsstraßen sind die Carl-Schurz-Straße (benannt nach dem Politiker Carl Schurz) und die Breite Straße. Seit 2001 steht der Handel in der Altstadt unter großem Konkurrenzdruck durch das benachbarte Einkaufszentrum Spandau Arcaden mit seinen 125 Geschäften am Bahnhof Spandau.

## Historische Bauwerke

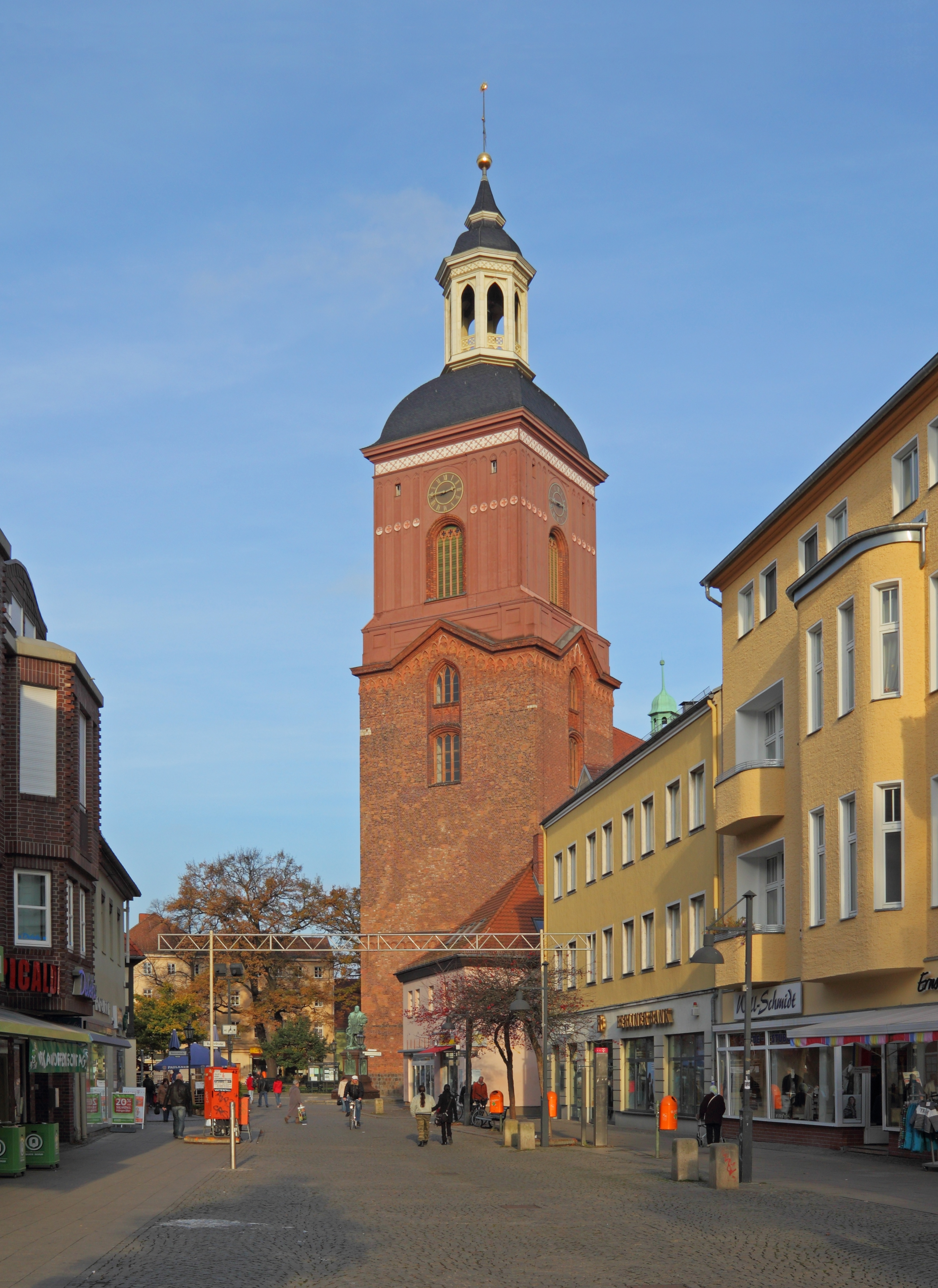
Blick von der Carl-Schurz-Straße in Richtung St.-Nikolai-Kirche

### St.-Nikolai-Kirche
Das bedeutendste Bauwerk ist die anstelle eines Vorgängerbaus aus dem 13. Jahrhundert errichtete St.-Nikolai-Kirche auf dem Reformationsplatz. Die dreischiffige gotische Backstein-Hallenkirche aus dem 14. Jahrhundert besitzt ein mächtiges Satteldach; 1989 wurde die Barockhaube des wuchtigen Westturms mit Schinkelschem Schmuckwerk nach Plänen von 1839 rekonstruiert.

### Gotisches Haus
Ein bedeutendes mittelalterliches Baudenkmal aus dem ausgehenden 15. Jahrhundert ist das Gotische Haus in der Breiten Straße 32. Entgegen der damals vorherrschenden Holz- und Fachwerkbauweise wurde es als repräsentativer Steinbau errichtet. Teile des ursprünglichen Bauwerkes wie das Netzrippengewölbe im hinteren Teil und die Spitzbogenarkade sind noch erhalten. 
Ein Brand im 18. Jahrhundert zerstörte große Teile des Gebäudes und im Zuge des Wiederaufbaus erhielt es eine klassizistische Fassade sowie eine geänderte Raumaufteilung. In diesem Zustand überdauerte das Gotische Haus die Zeit bis nach dem Zweiten Weltkrieg. Ende der 1950er Jahre gab es größere Eingriffe in die historische Bausubstanz, bis schließlich 1987 die Restaurierung in Angriff genommen wurde. Heute ist im Erdgeschoss des Gotischen Hauses die Tourist-Information Berlin-Spandau untergebracht; außerdem werden die Räumlichkeiten als Galerie für wechselnde Ausstellungen genutzt. In der ersten Etage befindet sich eine Dependance des Stadtgeschichtlichen Museums, das seinen Hauptsitz im Zeughaus der Zitadelle Spandau hat.

### Wendenschloss und Stadtmauer
Vom Gotischen Haus gelangt man über den zentralen Platz der Spandauer Altstadt, dem Markt, zur Moritzstraße, die westwärts zum Mühlengraben führt. In der sie kreuzenden Jüdenstraße (von 1938 bis 2002 Kinkelstraße, benannt nach dem Theologen Gottfried Kinkel) lag das Wendenschloss (Nr. 33), ein aufwendiges Ackerbürgerhaus aus der Zeit um 1700. Das Originalgebäude wurde 1966 abgebrochen und durch einen Neubau ersetzt, dessen Fassade an das historische Vorbild erinnern soll. 
An der südlichen Fortsetzung des Mühlengrabens, dem Viktoria-Ufer, ist noch ein 116 Meter langer Rest der Stadtmauer aus dem 14. Jahrhundert erhalten.